# Atomismo lógico
El atomismo lógico, heredero en muchos aspectos del trabajo de Gottlob Frege en el siglo XIX, es una doctrina filosófica sostenida por Bertrand Russell y Ludwig Wittgenstein durante la primera mitad del siglo XX. Fundada sobre el rechazo del monismo idealista de tipo hegeliano y sobre el reconocimiento de un pluralismo irreductible en el mundo, el atomismo lógico recibe con Wittgenstein y Russell dos versiones diferentes. El nombre "atomismo lógico" se le debe a Russell y aparece por primera vez en su obra La filosofía del atomismo lógico.

## El atomismo de Russell
En Frege y en la lógica de primer orden contemporánea, la verdad de las proposiciones es función de los elementos que la constituyen. Así, al analizar sus elementos es posible determinar el valor de verdad de cualquier proposición.
La tesis defendida por Russell es que estos elementos últimos son al mismo tiempo particulares, es decir, sonidos, imágenes, sensaciones puntuales, y universales, los cuales son los predicados y las relaciones de estos particulares. Los particulares y los predicados son los átomos de nuestro conocimiento, los constituyentes primitivos que aprehendemos en el mundo y a partir de los cuales se elabora nuestro conocimiento. Así, el atomismo lógico no es un atomismo físico, ya que intentamos desprender átomos lógicos que van a constituir el conocimiento, y no átomos físicos.
A partir de los particulares y de los predicados, y añadiéndoles los diferentes conectores lógicos, se vuelve posible formar una proposición. La proposición más simple es la proposición atómica, constituida únicamente por un particular y por un predicado, de la forma F(a), que dice simplemente que un particular a es F. Esta proposición se refiere a un hecho, el cual es el criterio de verdad de la proposición.
Así, el atomismo lógico está acompañado de una tesis ontológica: El mundo está constituido de hechos. Estos hechos son cierto estado del mundo, son unidades discretas e independientes de la voluntad humana. Los hechos admiten también un análisis. Los hechos atómicos corresponden a las proposiciones atómicas. Y los hechos más complejos corresponden a las proposiciones complejas (las proposiciones moleculares).
Se puede interpretar el atomismo lógico como una reacción a la filosofía idealista de Hegel, la cual Russell recibió en su educación en Inglaterra y era defendida por neohegelianos como Bradley. Para los idealistas el todo tiene un privilegio ontológico y epistemológico sobre las partes. El todo es el sujeto de toda predicación (lo que nos lleva a la tesis criticada por Russell de las relaciones internas), y es también el objeto principal de nuestro conocimiento. El conocimiento de las partes no es sino una abstracción del conocimiento de la totalidad.
La distinción que establece Russell entre los predicados y las relaciones, novedad hecha posible por la nueva lógica y que la lógica tradicional fundada sobre el modelo de sujeto y predicado no podía ver, es sumamente importante para comprender la naturaleza del error cometido en la tesis de las relaciones internas. En una proposición como "Pedro es más grande que Pablo", la lógica tradicional juzgaría que "Pedro" es el sujeto de la frase, y que "es más grande que Pablo" es el predicado. Así, el ser más grande que Pablo se convierte en una propiedad interna de Pedro, de la misma forma que Pedro es un hombre o un músico. Con la lógica moderna, podemos distinguir la proposición que dice que Pedro es un hombre, que le atribuye un predicado a Pedro, de la que dice que es más grande que Pablo, que establece una relación entre dos términos. Así, la relación es externa en la medida en que no es un predicado que pertenece a Pedro. La relación no implica entonces una complejidad interna del sujeto, que puede ser un particular. Y es esencial para la teoría del conocimiento que tales relaciones entre particulares sean posibles, porque son estas las que permitirán construir entidades más elaboradas, como objetos materiales, obtenidos de la asociación de sensaciones.
Russell sostiene que existe un isomorfismo entre nuestro conocimiento y la naturaleza del mundo. Pero esto no es cierto más que para un lenguaje lógico perfecto, y no para el lenguaje ordinario. En un lenguaje perfecto, cada proposición atómica que constituye una proposición molecular corresponde a cada hecho atómico que constituye un hecho complejo. Y la proposición molecular tiene la misma forma que el hecho que describe. Esto muestra la necesidad de un análisis lógico del lenguaje natural, el cual contiene ambigüedades y es motivo de errores filosóficos. Es en este marco que se inscribe la teoría de los tipos y la teoría de la descripción definida.

## El atomismo de Wittgenstein
Discípulo y amigo de Russell, Wittgenstein desarrolló también una filosofía atomista lógica durante los años de su juventud. Influido por su profesor, e influyéndolo a su vez, Wittgenstein propone en el Tractatus logico-philosophicus una teoría atomista considerablemente diferente a la de Russell.
Afirma también que el mundo se compone de hechos y "la proposición es una imagen de la realidad" que refleja su estructura lógica. Pero contrario a Russell sostiene que son los hechos y no las cosas los que son los átomos lógicos de la realidad. Ningún análisis es posible más allá del hecho; la cosa es inaccesible independientemente del hecho en el que aparece.
En la Construcción lógica del mundo de Rudolf Carnap aparecen elementos que recuerdan el reducionismo de Frege y el atomismo lógico. Carnap analiza nuestra representación del mundo como una puesta en relación de proposiciones protocolarias (que son formulaciones rigurosas de una experiencia sensible elemental) por medio de reglas lógicas.
Sin embargo, el atomismo lógico fue después abandonado. Las críticas a esta teoría habrían de venir principalmente del mismo Wittgenstein en sus Investigaciones filosóficas, donde muestra que al lenguaje no se le puede concebir como un simple reflejo de la estructura del mundo, y que tampoco puede ser mejorado con la lógica.

## Diferencias entre el atomismo de Russell y el de Wittgenstein
En la época en que Russell dio sus conferencias sobre el atomismo lógico ya había perdido contacto con Wittgenstein. Después de la Primera Guerra Mundial Russell se reencontró con Wittgenstein y lo ayudó a publicar el Tractatus Logico-Philosophicus, la versión propia de Wittgenstein del Atomismo lógico.
Aunque Wittgenstein no emplea la expresión Atomismo lógico, el libro adopta la mayor parte del atomismo de Russell con excepción de su Teoría del Conocimiento (T 5.4 und 5.5541). Para 1918 Russell ya se había apartado de esa posición. Sin embargo, el Tractatus difiere de forma tan fundamental de la filosofía de Russell que Wittgenstein siempre sostuvo que Russell había malinterpretado el libro tal y como puede comprobarse en su prefacio.
Las diferencias tienen que ver con muchos detalles, pero las diferencias cruciales tienen que ver con una comprensión fundamentalmente diferente del objetivo de la filosofía. Wittgenstein creía que el objeto de la filosofía era aclarar errores lingüísticos, mientras que en última instancia Russell estaba preocupado por establecer bases epistemológicas coherentes. Asuntos epistemológicos tales como de qué manera es posible el lenguaje práctico no interesaban a Wittgenstein en ese entonces.
Para Wittgenstein, en ese momento la metafísica y la ética literalmente carecían de sentido. Russell, por el contrario, creía que dichos temas, y la ética en particular, aunque no pertenecieran ni a la filosofía ni a la ciencia, eran de cierto interés.

## Influencia y declive
El impacto inmediato del Tractatus fue enorme, en particular por la recepción de que fue objeto por el Círculo de Viena. Sin embargo, hoy en día muchos  filósofos analíticos afirman que el Círculo de Viena malinterpretó algunas secciones del Tractatus. El efecto indirecto de su método fue quizás aún mayor en el largo plazo, especialmente sobre el Positivismo lógico.
Finalmente, Russell modificó sus opiniones, concediendo el punto de que el conocimiento absolutamente cierto era virtualmente imposible. Pero en buena medida es por su disposición a criticar sus propias posiciones filosóficas por lo que la influencia de Russell en la Filosofía analítica perdura en la actualidad.
Al igual que Russell, Wittgenstein también rechazó a su vez el Atomismo lógico. La expresión de su postura culminó con la publicación póstuma de las Investigaciones filosóficas.